# 鮫川大橋
鮫川大橋（さめがわおおはし）は、福島県いわき市の鮫川にかかる道路橋である。

## 概要
- 全長：471m[1]
  - 主径間：47.5m[2]
- 幅員：10.3m×2[1]
- 形式：11径間鋼連続鈑桁橋[2]
- 施工：-/IHIインフラシステム[2]
- 竣工：2011年/1973年[1]

（上り/下り）
錦町字川原から植田町字下川原に至り、上下片側2車線で供用されている。鮫川の最も下流に位置する橋梁であり、また福島県内の国道6号で最長の橋梁である。起点側は植田跨道橋の上り方面流出入ランプが接続している。開通当初は現在の下り線を使用した上下対抗暫定2車線で供用されていたが、2007年度より常磐バイパスの4車線化が行われ、上り線橋梁が着工された。橋脚建設工事中の2011年3月11日に東日本大震災による津波で被災したものの、懸命の復旧作業により予定通り2013年4月7日に橋桁のボルト締結式がIHIインフラシステムの主催により執り行われる予定であったが、悪天候のため式典は中止され、12日に報道関係者向けに締結後の現場見学会が行われた。2015年9月8日に上り線が開通、車線切換ののちに従来の橋梁が下り線となり4車線供用が開始された。

## 沿革
- 1972年12月20日 - 常磐バイパス勿来町四沢 - 佐糠町間の開通に伴い、現在の下り線を用いた暫定2車線として供用が開始される。
- 2007年度 - 4車線化事業に伴い、上り線橋梁が着工される。
- 2011年3月11日 - 建設中の上り橋梁が東日本大震災による津波に被災する。
- 2013年4月7日 - 被災後の懸命の復旧工事を経て計画通りに上部工ボルト締結が行われる。
- 2015年9月8日 - 上り線橋梁が開通し、上下4車線での供用が開始される。

## 周辺
- 鮫川河川敷公園 - 旧道橋である福島県道56号常磐勿来線鮫川橋との間の鮫川左岸に広がる。